# Campeonato Carioca de Futebol de 1951
O Campeonato Carioca de 1951 foi a 53.ª edição da competição e a segunda edição da competição na Era Maracanã, e teve como campeão o Fluminense, que derrotou o Bangu em dois jogos extras para conquistar o título.
Na partida válida pela última rodada do returno o Bangu derrotou o Fluminense por 1 a 0, perante 92.963 pessoas presentes ao Maracanã, forçando a realização de duas partidas desempates no início do ano seguinte.
Com a vitória nos profissionais, o Fluminense conquistou a Tríplice Coroa, por ter conquistado o título também nos aspirantes e nos juvenis.

## Classificação
| Pos. | Equipes       | Pts | J  | V  | E | D  | GP | GC | SG  |
| ---- | ------------- | --- | -- | -- | - | -- | -- | -- | --- |
| 1    | Fluminense    | 31  | 20 | 14 | 3 | 3  | 51 | 22 | +29 |
| 1    | Bangu         | 31  | 20 | 14 | 3 | 3  | 57 | 28 | +29 |
| 3    | Botafogo      | 30  | 20 | 13 | 4 | 3  | 41 | 19 | +22 |
| 4    | Flamengo      | 25  | 20 | 11 | 3 | 6  | 39 | 21 | +18 |
| 5    | Vasco da Gama | 22  | 20 | 9  | 4 | 7  | 36 | 29 | +7  |
| 6    | America       | 18  | 20 | 7  | 4 | 9  | 33 | 38 | –5  |
| 7    | Olaria        | 17  | 20 | 6  | 5 | 9  | 34 | 44 | –10 |
| 8    | São Cristóvão | 16  | 20 | 6  | 4 | 10 | 25 | 38 | –13 |
| 9    | Bonsucesso    | 14  | 20 | 3  | 8 | 9  | 36 | 48 | –12 |
| 10   | Madureira     | 12  | 20 | 3  | 6 | 11 | 24 | 44 | –20 |
| 11   | Canto do Rio  | 4   | 20 | 0  | 4 | 16 | 20 | 65 | –45 |

## Decisão: partidas extras
Pontuação não inclusa no total acima.
- 13/01/1952 Fluminense 1-0 Bangu
- 20/01/1952 Fluminense 2-0 Bangu

Ficha da partida final:
Fluminense 2–0 Bangu
Data: 20 de Janeiro de 1952
Local: Estádio do Maracanã
Árbitro: Mário Vianna.
Público: 78.849 (68.820 pagantes)
Renda: Cr$ 1.333.752,70
FFC: Castilho; Píndaro e Pinheiro; Vítor, Édson e Lafaiete; Lino, Didi, Telê, Orlando Pingo de Ouro e Joel. Técnico: Zezé Moreira.
BAC: Osvaldo; Djalma e Salvador; Rui, Irany e Alaine; Moacir Bueno, Zizinho, Joel, Décio Esteves e Nívio.Técnico: Ondino Viera.
Gols: Telê aos 19' e 76'
Expulsão: Nívio.

## Premiação
| Campeonato Carioca de 1951      |
| ------------------------------- |
| Rio de Janeiro                  |
| Fluminense Campeão (16° título) |